# Asamblea Nacional de Armenia
La Asamblea Nacional de Armenia (en armenio Ազգային Ժողով, Azgayin Zhoghov), también informalmente conocido como el Parlamento de Armenia (խորհրդարան, khorhrdaran) es la rama legislativa unicameral que gestiona el poder legislativo en Armenia. Su sede se encuentra en la capital, Ereván.

## Historia

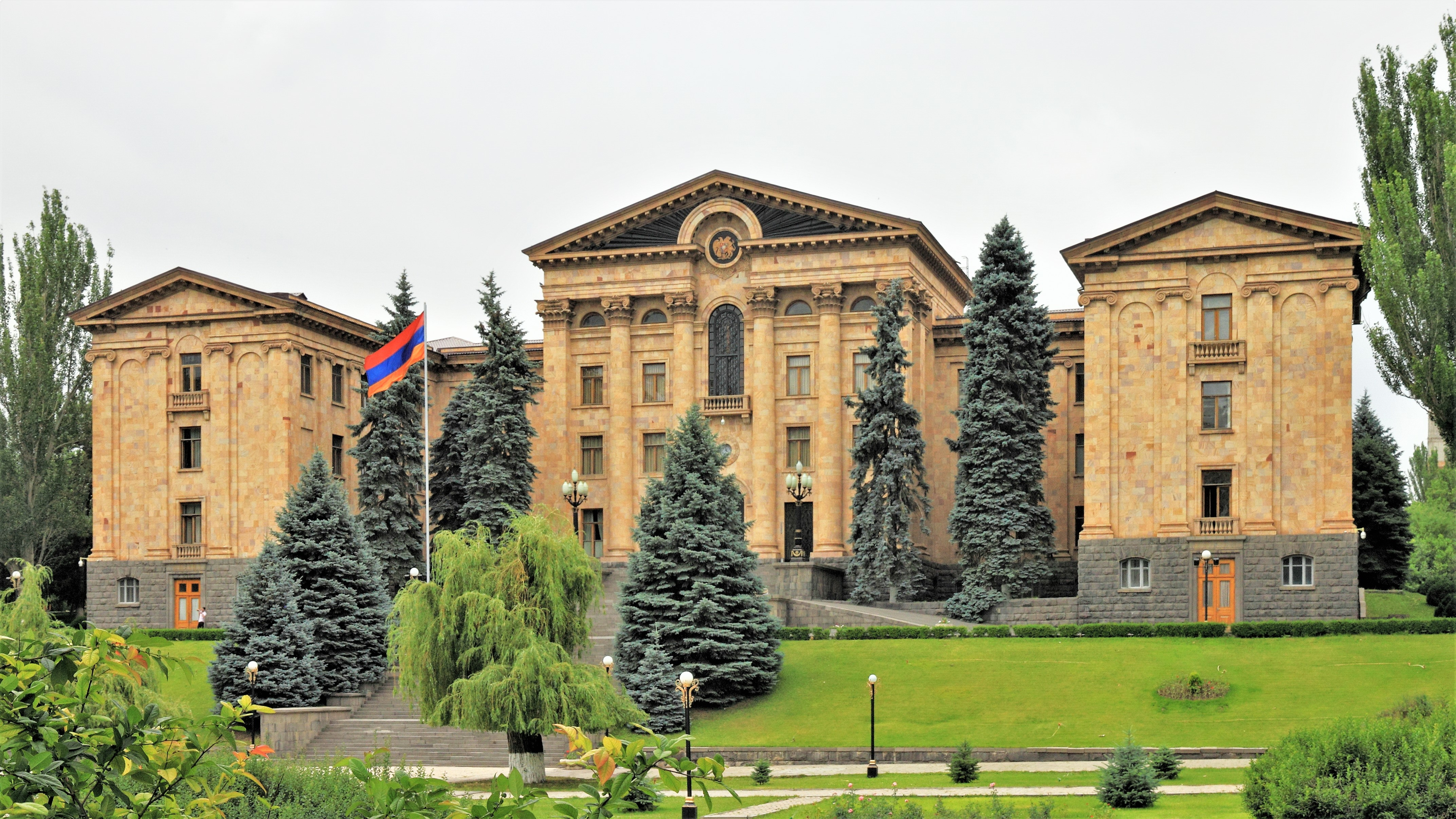
La Asamblea Nacional de Armenia se asienta en el edificio de la Asamblea Nacional en Ereván

Hasta la promulgación de la Hatt-i Sharif, 1839, el Patriarcado Armenio de Constantinopla y sus clientes, dentro de sus límites, tenía autoridad sobre los armenios que vivían en el Imperio Otomano. El primer paso en la actividad parlamentaria constitucional, incluso en el siglo XVIII, se le dio a la Constitución Nacional de Armenia de 1860 junto al comienzo de las sesiones de la Asamblea Nacional de Armenia, que tenía 140 miembros. Se trataba la actividad interna de los armenios en el Imperio Otomano, así como cultural, religiosa, educativa y nacional.
La revolución de febrero de 1917 causó cambios y los cambios sociopolíticos en la gran Armenia rusa; comenzó un proceso de democratización, con la República Democrática de Armenia, y la vida nacional, junto con una conciencia nacional, que fueron alentados por los Consejos Nacionales de Armenia, que fundamenta al Congreso de los armenios del Este.
Por iniciativa de los partidos políticos armenios, especialmente la Federación Revolucionaria Armenia, el Congreso Nacional Armenio fue convocado a finales de septiembre y principios de octubre de ese año. Este congreso, celebrado en Tiflis (capital de Georgia), reunió a 203 representantes, y proclamó la Primera República Armenia.
La institución actual, cuyo nombre se adoptó en 1998, deriva de la continuación de instituciones soviéticas que se remontan a 1938.
Como resultado del referéndum constitucional de 2015, que modificó el sistema político por el sistema semipresidencial al sistema parlamentario, el número de plazas ha disminuido de 131 a 101, en vigor a partir de las próximas elecciones generales de 2017.

## Sistema electoral

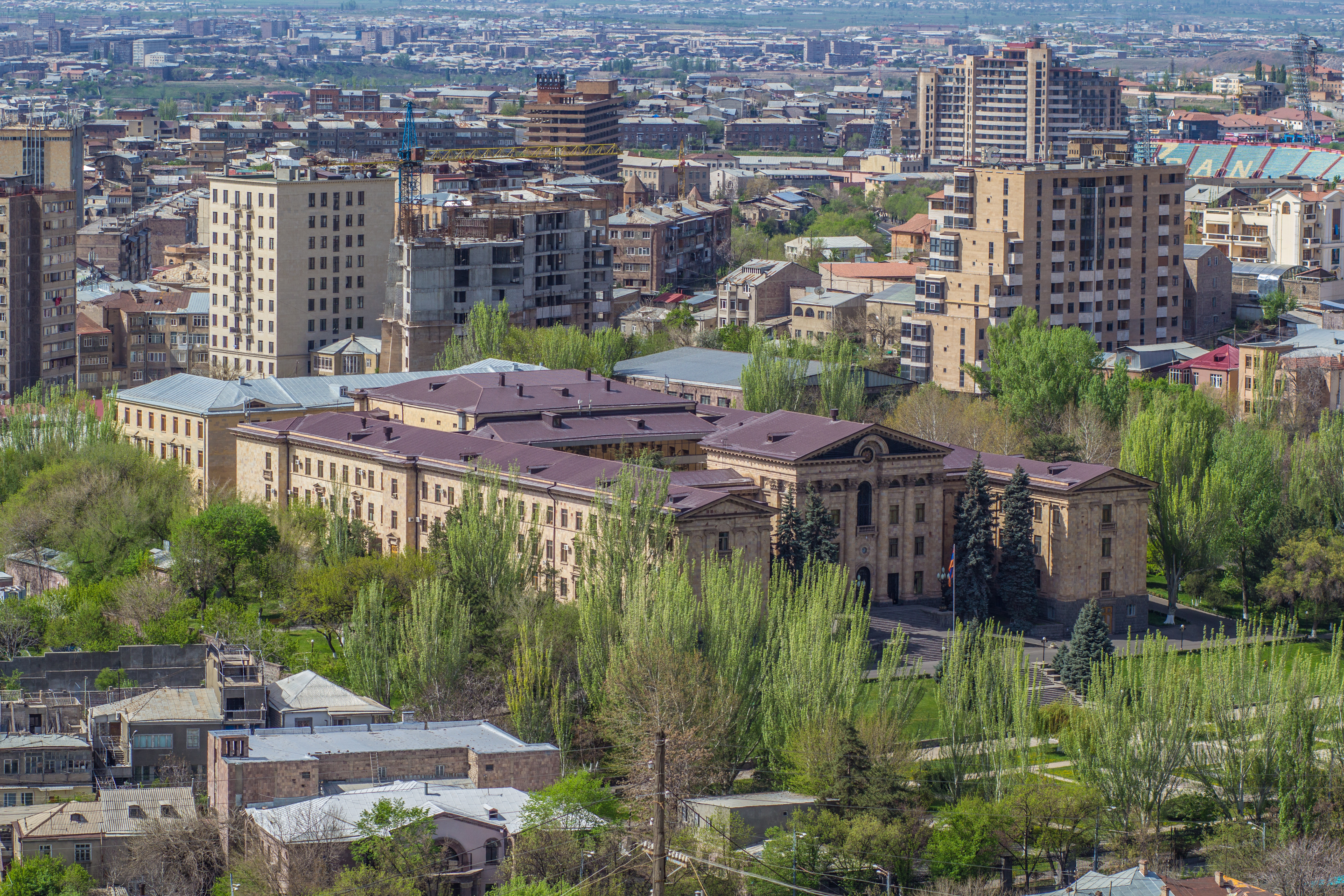
Vista aérea del edificio y locales.

Después de las enmiendas al sistema electoral introducidas en abril de 2021, los miembros del parlamento son elegidos por representación proporcional mediante listas cerradas.
Se reservan cuatro mandatos para las minorías nacionales, siempre que estén incluidos en la sección correspondiente de las listas de partidos. Cualquier segmento superior de la lista de un partido no puede incluir más del 70% de representantes del mismo sexo.
Los candidatos deben tener por lo menos 25 años de edad, ser ciudadanos armenios, residentes del país durante los cinco años previos a la elección y ser elegibles. 
La excepción es que los individuos en algunas funciones de autoridad en las instituciones estatales, así como los empleados de las agencias de seguridad y militares (siloviks) no son elegibles para ser nominados, a menos que se retiren de sus puestos primero.
Los partidos deben pasar el 5% de los votos y las alianzas (bloques) el umbral del 7% respectivamente para ser incluidos en la distribución del mandato.
Por ley, el parlamento debe tener al menos 3 fuerzas políticas presentes, incluso si una o más de ellas no pasó el umbral electoral.  En este caso, el porcentaje puro decide qué partido ingresa al parlamento, si es un partido o un bloque.
Si ninguno de los partidos gana más del 50% de los mandatos en la primera ronda y no se establece una coalición con mandatos suficientes dentro de los 6 días posteriores al anuncio de los resultados de las elecciones, se llevará a cabo una segunda ronda de elecciones el día 28 de la primera ronda de votaciones.  Se permite que las dos fuerzas políticas con mejor desempeño participen en la segunda ronda.  Se conservarán todos los mandatos recibidos según la primera ronda.  El partido (o una coalición recién formada) que gane la segunda ronda de elecciones recibirá un número adicional de mandatos para alcanzar el 54% de todos los escaños (siempre que la coalición recién formada no tenga ya más del 54% de los mandatos de los resultados de la primera ronda).
Si cualquier partido o bloque gana más de 2/3 de los mandatos, se distribuyen suficientes mandatos adicionales entre todas las demás fuerzas políticas representadas en el parlamento para garantizar que al menos 1/3 de todos los escaños estén ocupados por fuerzas distintas de la ganadora.
Dado que el requisito de la asignación de 1/3 de todos los mandatos a los partidos no gobernantes está estipulado por la Constitución, algunos argumentan que cuando el retiro de los diputados de la oposición conduce a la violación de esa regla, el partido gobernante se verá obligado a convocar nuevas elecciones anticipadas.  Sin embargo, esta no es una opinión consensuada y probablemente será tratada en la Corte Constitucional.